# Iglesia de Santiago (Granada)
La iglesia de Santiago es un templo católico de la ciudad española de Granada. Actualmente, son las Hermanas del Servicio Doméstico las que se encargan de la iglesia.

## Descripción
Se estableció en 1501 sobre una mezquita, cuyo nombre era <<Gima Darax>>. Fue empezado construirse en torno a 1525 siguiendo la traza de Rodrigo Hernández. El proyecto original comprendía una nave con cinco capillas a ambos lados, portada principal, portada lateral y una torre. El proyecto quedó pequeño y la obra se amplió hasta 1543. Más tarde, en 1553, Cristóbal Barreda dirigiría las obras para ampliar la capilla. En esta iglesia se bautizó el escultor Pedro de Mena y Medrano (20 de agosto de 1628).
Frente a este templo se encontraba la sede de la Inquisición Española en Granada, lo que favoreció que se celebrasen autos de fe hasta 1830, cuando la Inquisición fue disuelta.
Sufrió importantes reformas  por haber sido afectado por un terremoto en 1884. Posee una notable portada, importantes artesonados y otros elementos artísticos de interés como el arco toral de medio punto y el gran alfarje mudéjar de la capilla mayor.

### Exterior
Datada del año 1602, trazada por Ambrosio de Vico. Costa de dos cuerpos:
- Cuerpo principal: cuenta con un arco de medio punto, ménsula en clave y molduras rehundidas en rosca y enjutas.
- Cuerpo superior: tiene una hornacina con una imagen de Santiago Apóstol, realizada probablemente por Bernabé de Gaviria. El escuro heráldico que corona la portada es del arzobispo Castro.

La portada secundaria se perdió totalmente y no se han encontrado documentos gráficos que puedan dar una idea de cómo era.
La torre, de estilo mudéjar, fue demolida tras sufrir graves daños en el terremoto de 1884.
Otras modificaciones tuvieron lugar con la demolición de las casas de la Inquisición, como consecuencia de la construcción de la "Gran Vía" de Granada.

### Interior
La iglesia cuenta actualmente con una nave con capillas a ambos lados. Tan solo basta echar una vista al templo para diferenciar las partes que corresponden a la antigua nave. Lo mismo ocurre con las capillas laterales: mientras las originales se encuentran abiertas con arcos ojivales, las otras lo hacen con medio punto, siguiendo el diseño de Cristóball Barreda durante 1553.
Un arco separa la nave y la Capilla Mayor. Esta está cubierta de una armadura mudéjar octogonal apoyada en trompas (dos en concha y dos en forma de lazo). Estas serían realizadas por Martín Escobar y Miguel Gutiérrez.
El púlpito es moderno, realizado en 1970 por Francisco Vallejo.

## Estatus patrimonial
El 15 de enero de 1982 fue declarada monumento histórico-artístico, mediante un real decreto publicado el 24 de marzo de ese mismo año en el Boletín Oficial del Estado, con la rúbrica de Juan Carlos I y de la entonces ministra de Cultura Soledad Becerril. En la actualidad está considerada Bien de Interés Cultural.